# Cuerpo Europeo de Astronautas
El Cuerpo Europeo de Astronautas (EAC) es una unidad de la Agencia Espacial Europea (ESA) que selecciona, entrena y proporciona astronautas como miembros de la tripulación en misiones espaciales de EE. UU. y Rusia. En septiembre de 2019, el cuerpo tenía 13 miembros activos, capaces de abordar la Estación Espacial Internacional (ISS). El Cuerpo Europeo de Astronautas se basa en el Centro Europeo de Astronautas en Colonia, Alemania. Se pueden asignar a varios proyectos tanto en Europa (en ESTEC, por ejemplo) como en cualquier otro lugar del mundo, en el Centro Espacial Johnson de la NASA o en Ciudad de Las Estrellas de Roscosmos.
El fin de la financiación de la Estación Espacial Internacional por parte de Estados Unidos y Rusia está actualmente planificado para 2030. Gracias a la participación de la ESA en el programa Orión de la NASA, la agencia europea tendrá tres oportunidades de vuelo a la Lunar Gateway para los astronautas europeos.

## Promociones Astronautas de la ESA

### 1.ª Promoción de 1978
La primera promoción de astronautas de la ESA, es de 1978 en la que se eligió a 3 astronautas que entrenaron con la NASA para los programas Spacelab y MSP para volar en el transbordador.
| Nombre           | País                        | Misiones                                                       |
| ---------------- | --------------------------- | -------------------------------------------------------------- |
| Ulf Merbold      | Bandera de Alemania         | STS-9, STS-42 y Soyuz TM-20/19 a la MIR                        |
| Claude Nicollier | Bandera de Suiza            | STS-46, STS-75 y STS-61, STS-103 al Telescopio espacial Hubble |
| Wubbo J. Ockels  | Bandera de los Países Bajos | STS-61-A                                                       |

### 2.ª Promoción de 1992
En 1992 se recluto la 2ª promoción de astronautas de la ESA, que estuvo formada por 6 astronautas de diferentes países de la Unión Europea, entre los que fue elegido el primer astronauta de España, Pedro Duque, como el primer astronauta sueco y la primera astronauta belga.
| Nombre                                                                        | País                | Misiones                                                 |
| ----------------------------------------------------------------------------- | ------------------- | -------------------------------------------------------- |
| Maurizio Cheli                                                                | Bandera de Italia   | STS-75                                                   |
| Jean-François A. Clervoy. Antes formó parte de la 2.ª promo del CNES francés. | Bandera de Francia  | STS-61,STS-84 y STS-103 al Telescopio espacial Hubble    |
| Pedro Duque                                                                   | Bandera de España   | STS-95 y Soyuz TMA-3/2 (Expedición 8)                    |
| Christer Fuglesang                                                            | Bandera de Suecia   | STS-116 y STS-128                                        |
| Marianne Merchez                                                              | Bandera de Bélgica  | No llegó a volar.                                        |
| Thomas Reiter                                                                 | Bandera de Alemania | Soyuz TM-22 a la MIR, STS-121/STS-116 (Expedición 13/14) |

### Formación del EAC de 1998/99
En 1998 la Agencia Espacial Europea creó oficialmente el Cuerpo Europeo de Astronautas(EAC), compuesto por algunos astronautas de la ESA de la primera y segunda promoción, además de astronautas de las principales agencias europeas como el CNES francés, el DLR alemán y la ASI italiana, con la idea de unificar los esfuerzos para la exploración espacial humana por parte de la comunidad europea.
En un principio contó con 18 astronautas:
| Nombre                                                                        | País                        | Misiones                                                                               |
| ----------------------------------------------------------------------------- | --------------------------- | -------------------------------------------------------------------------------------- |
| Claudie Haigneré. Antes formó parte de la 2.ª promo del CNES francés.         | Bandera de Francia          | Soyuz TM-24/23 a la MIR,Soyuz TM-33/32(Expedición 3)                                   |
| Jean-François A. Clervoy. Antes formó parte de la 2.ª promo del CNES francés. | Bandera de Francia          | STS-61,STS-84 y STS-103 al Telescopio espacial Hubble                                  |
| Frank de Winne                                                                | Bandera de Bélgica          | Soyuz TM-34/TMA-1(Expedición 5),Soyuz TMA-15(Expedición 20/21)                         |
| Pedro Duque                                                                   | Bandera de España           | STS-95 y Soyuz TMA-3/2 (Expedición 8)                                                  |
| Reinhold Ewald. Antes formó parte de la 3.ª promo del DLR alemán.             | Bandera de Alemania         | Soyuz TM-25/24 a la MIR                                                                |
| Léopold Eyharts. Antes formó parte de la 3.ª promo del CNES francés.          | Bandera de Francia          | Soyuz TM-27/26 a la MIR,STS-122/STS-123(Expedición 16)                                 |
| Christer Fuglesang                                                            | Bandera de Suecia           | STS-116 y STS-128                                                                      |
| Umberto Guidoni. Antes formó parte de la 2.ª promo del ASI italiana.          | Bandera de Italia           | STS-100(Expedición 2)                                                                  |
| Jean-Pierre Haigneré. Antes formó parte de la 2.ª promo del CNES francés.     | Bandera de Francia          | Soyuz TM-17/16 a la MIR,Soyuz TM-29 a la MIR.                                          |
| André Kuipers                                                                 | Bandera de los Países Bajos | Soyuz TMA-4/TMA-3(Expedición 9),Soyuz TMA-03M(Expedición 30/31)                        |
| Paolo Nespoli. Paso de la ASI italiana a la ESA.                              | Bandera de Italia           | STS-120(Expedición 16),Soyuz TMA-20 (Expedición 26/27), Soyuz MS-13 (Expedición 60/61) |
| Claude Nicollier                                                              | Bandera de Suiza            | STS-46, STS-75 y STS-61, STS-103 al Telescopio espacial Hubble                         |
| Philippe Perrin. Antes formó parte de la 3.ª promo del CNES francés.          | Bandera de Francia          | STS-111 (Expedición 4/5                                                                |
| Thomas Reiter                                                                 | Bandera de Alemania         | Soyuz TM-22 a la MIR, STS-121/STS-116(Expedición 13/14)                                |
| Hans Schlegel. Antes formó parte de la 2.ª promo del DLR alemán.              | Bandera de Alemania         | STS-55, STS-122(Expedición 16)                                                         |
| Gerhard J.P. Thiele. Antes formó parte de la 2.ª promo del DLR alemán.        | Bandera de Alemania         | STS-99                                                                                 |
| Michel A. Tognini. Antes formó parte de la 2.ª promo del CNES francés.        | Bandera de Francia          | Soyuz TM-15/Soyuz TM-14 a la MIR,STS-93                                                |
| Roberto Vittori. Paso de la ASI italiana a la ESA.                            | Bandera de Italia           | Soyuz TM-34/33 (Expedición 4),Soyuz TMA-6/5 (Expedición 11)STS-134(Expedición 27)      |

### 3.ª Promoción de 2009
| Nombre                 | País                    | Misiones                                                         |
| ---------------------- | ----------------------- | ---------------------------------------------------------------- |
| Samantha Cristoforetti | Bandera de Italia       | Soyuz TMA-15M (Expedición 42/43), Crew-4 (Expedición 67/68)      |
| Alexander Gerst        | Bandera de Alemania     | Soyuz TMA-13M (Expedición 40/41), Soyuz MS-09 (Expedición 56/57) |
| Andreas Mogensen       | Bandera de Dinamarca    | Soyuz TMA-18M/16M, Crew-7, (Expedición 69/70)                    |
| Luca Parmitano         | Bandera de Italia       | Soyuz TMA-09M (Expedición 36/37), Soyuz MS-13 (Expedición 60/61) |
| Timothy Peake          | Bandera del Reino Unido | Soyuz TMA-19M (Expedición 46/47)                                 |
| Thomas Pesquet         | Bandera de Francia      | Soyuz MS-03 (Expedición 50/51), Crew-2 (Expedición 65/66)        |

### Añadido de 2015
Matthias solicitó participar en la ronda de selección de astronautas de la ESA de 2008 y logró convertirse en uno los 10 candidatos finales que superaron todas las pruebas de selección. Se incorporó a la ESA en 2010 trabajando en el Centro Europeo de Astronautas como ingeniero de soporte del equipo y como Eurocom (interlocutor entre el centro de control europeo y los astronautas a bordo de la Estación Espacial Internacional). En 2012 comenzó a encargarse de proyectos como la preparación de operaciones de vuelo con nuevos socios internacionales y la puesta en marcha de proyectos para ampliar la experiencia de la ESA en exploración espacial más allá de la Estación Espacial Internacional.
En septiembre de 2014 Matthias fue miembro del curso de formación subterránea de la ESA y contribuyó al proyecto con su experiencia como Eurocom y en laboratorio, al mismo tiempo que evaluó el programa para la participación de nuevos socios internacionales.
En julio de 2015 Matthias se unió al cuerpo europeo de astronautas en Colonia (Alemania), y comenzó su formación básica de astronauta, que completará en 2017.
En el verano de 2016 Matthias participó en la simulación de misión submarina NEEMO 21 de la NASA, pasando 16 días bajo el agua para probar hardware y experimentos de la Estación Espacial Internacional, así como para probar estrategias de exploración y herramientas de futuras misiones a Marte.
El 2 de febrero de 2017, Matthias ingresó oficialmente al Centro Europeo de Operaciones Espaciales de la ESA, convirtiéndose así en un astronauta oficial de la Agencia.
| Nombre          | País                | Misiones                  |
| --------------- | ------------------- | ------------------------- |
| Matthias Maurer | Bandera de Alemania | Crew-3 (Expedición 66/67) |

### 4.ª Promoción de 2022
El reclutamiento para la Promoción de Astronautas de la ESA de 2022 se llevó a cabo en 2021-22 y añadió cinco "astronautas de carrera" al cuerpo, así como por primera vez un "grupo de reserva" de 11 candidatos a astronauta, y además una persona con una discapacidad física a través del "proyecto de viabilidad de parastronautas".
| Nombre                  | País                       | Rol                   |
| ----------------------- | -------------------------- | --------------------- |
| Sophie Adenot           | Bandera de Francia         | Astronauta de carrera |
| Pablo Álvarez Fernández | Bandera de España          | Astronauta de carrera |
| Rosemary Coogan         | Bandera del Reino Unido    | Astronauta de carrera |
| Raphaël Liégeois        | Bandera de Bélgica         | Astronauta de carrera |
| Marco Alain Sieber      | Bandera de Suiza           | Astronauta de carrera |
| John McFall             | Bandera del Reino Unido    | Parastronauta         |
| Meganne Christian       | Bandera del Reino Unido    | Astronauta de reserva |
| Anthea Comellini        | Bandera de Italia          | Astronauta de reserva |
| Sara García Alonso      | Bandera de España          | Astronauta de reserva |
| Andrea Patassa          | Bandera de Italia          | Astronauta de reserva |
| Carmen Possnig          | Bandera de Austria         | Astronauta de reserva |
| Arnaud Prost            | Bandera de Francia         | Astronauta de reserva |
| Amelie Schoenenwald     | Bandera de Alemania        | Astronauta de reserva |
| Aleš Svoboda            | Bandera de República Checa | Astronauta de reserva |
| Sławosz Uznański        | Bandera de Polonia         | Astronauta de reserva |
| Marcus Wandt            | Bandera de Suecia          | Astronauta de reserva |
| Nicola Winter           | Bandera de Alemania        | Astronauta de reserva |

## Misiones europeas a la Estación Espacial Internacional
Los astronautas europeos que han visitado la Estación Espacial Internacional son:
| Astronauta             | Agencia  | Misión       | Lanzamiento     | Retorno         | Expedición       | Fecha de Lanzamiento            | Fecha de regreso                 | Notas |
| ---------------------- | -------- | ------------ | --------------- | --------------- | ---------------- | ------------------------------- | -------------------------------- | --- |
| Umberto Guidoni        | ASI/ESA  |              | STS-100         | STS-100         | Expedición 2     | 19 Apr 2001                     | 1 de mayo de 2001                | Vuelo 6A con Módulo MPLM Raffaello, visitante Expedición 2                                                                                  |
| Claudie Haigneré       | CNES/ESA | Andromède    | Soyuz TM-33     | Soyuz TM-32     | Expedición 3     | 21 Oct 2001                     | 31 Oct 2001                      | Visitante de Expedición 3 (Ep-2) |
| Roberto Vittori        | ESA      | Marco Polo   | Soyuz TM-34     | Soyuz TM-33     | Expedición 4     | 25 Apr 2002                     | 5 de mayo de 2002                | Visitante de Expedición 4 (Ep-3) |
| Philippe Perrin        | CNES     |              | STS-111         | STS-111         | Expedición 4/5   | 5 Jun 2002                      | 19 Jun 2002                      | ISS vuelo de ensamblaje UF-2 con Módulo MPLM Leonardo, Visitante de Expedición 4 y 5.                                                       |
| Frank De Winne         | ESA      | Odissea      | Soyuz TMA-1     | Soyuz TM-34     | Expedición 5     | 30 Oct 2002                     | 10 Nov 2002                      | Visitante de Expedición 5 (Ep-4) |
| Pedro Duque            | ESA      | Cervantes    | Soyuz TMA-3     | Soyuz TMA-2     | Expedición 7/8   | 18 Oct 2003                     | 28 Oct 2003                      | Visitante de Expedición 7 y 8 (Ep-5) |
| André Kuipers          | ESA      | DELTA        | Soyuz TMA-4     | Soyuz TMA-3     | Expedición 8/9   | 19 Apr 2004                     | 30 Apr 2004                      | Visitante de Expedición 8 y 9 (Ep-6) |
| Roberto Vittori        | ESA      | Eneide       | Soyuz TMA-6     | Soyuz TMA-5     | Expedición 10/11 | 15 Apr 2005                     | 24 Apr 2005                      | Visitante de Expedición 10 y 11 (Ep-7) |
| Thomas Reiter          | ESA      | Astrolab     | STS-121         | STS-116         | Expedición 13/14 | 4 Jul 2006                      | 22 Dec 2006                      | ISS vuelo ensamblaje ULF 1.1 con Módulo MPLM Leonardo, primer europeo en vivir en la ISS como Ingeniero de vuelo de la Expedición 13 y 14.  |
| Christer Fuglesang     | ESA      | Celsius      | STS-116         | STS-116         | Expedición 14    | 10 Dec 2006                     | 22 Dec 2006                      | ISS vuelo ensamblaje 12A.1, visitante Expedición 14                                                                                         |
| Paolo Nespoli          | ESA      | Esperia      | STS-120         | STS-120         | Expedición 16    | 23 Oct 2007                     | 7 Nov 2007                       | ISS vuelo ensamblaje 10A, visitante Expedición 16                                                                                           |
| Hans Schlegel          | ESA      | Columbus     | STS-122         | STS-122         | Expedición 16    | 7 Feb 2008                      | 20 Feb 2008                      | ISS vuelo de ensamblaje 1E, visitante Expedición 16.                                                                                        |
| Léopold Eyharts        | ESA      | Columbus     | STS-122         | STS-123         | Expedición 16    | 7 Feb 2008                      | 27 Mar 2008                      | ISS vuelo de ensamblaje 1E, segundo europeo en vivir en la ISS como Ingeniero de vuelo en la Expedición 16.                                 |
| Frank De Winne         | ESA      | OasISS       | Soyuz TMA-15    | Soyuz TMA-15    | Expedición 20/21 | 27 de mayo de 2009              | 1 Dec 2009                       | Ingeniero de vuelo en Expedición 20 y comandante Expedición 21, primer europeo en comandar la ISS                                           |
| Christer Fuglesang     | ESA      | AlISSé       | STS-128         | STS-128         | Expedición 20    | 29 Aug 2009                     | 12 Sep 2009                      | ISS vuelo de ensamblaje 17A con Módulo MPLM Leonardo, visitante Expedición 20.                                                              |
| Paolo Nespoli          | ESA      | MagISStra    | Soyuz TMA-20    | Soyuz TMA-20    | Expedición 26/27 | 15 Dec 2010                     | 24 de mayo de 2011               | Ingeniero de vuelo en Expedición 26 y 27 |
| Roberto Vittori        | ESA      | DAMA         | STS-134         | STS-134         | Expedición 27/28 | 16 de mayo de 2011              | 1 Jun 2011                       | Visitante relevo Expedición 27 y 28 |
| André Kuipers          | ESA      | PromISSe     | Soyuz TMA-03M   | Soyuz TMA-03M   | Expedición 30/31 | 21 Dec 2011                     | 1 Jul 2012                       | Ingeniero de vuelo en Expedición 30 y 31 |
| Luca Parmitano         | ESA      | Volare       | Soyuz TMA-09M   | Soyuz TMA-09M   | Expedición 36/37 | 28 de mayo de 2013              | 11 Nov 2013                      | Ingeniero de vuelo en Expedición 36 y 37, primer miembro de la promoción de astronautas ESA de 2009 en volar                                |
| Alexander Gerst        | ESA      | Blue Dot     | Soyuz TMA-13M   | Soyuz TMA-13M   | Expedición 40/41 | 28 de mayo de 2014              | 10 Nov 2014                      | Ingeniero de vuelo en Expedición 40 y 41 |
| Samantha Cristoforetti | ESA      | Futura       | Soyuz TMA-15M   | Soyuz TMA-15M   | Expedición 42/43 | 23 Nov 2014                     | 11 Jun 2015                      | Ingeniero de vuelo en Expedición 42 y 43, 199 d 16 H 42 min seguidos de permanencia, primer récord europeo femenino y tercero europeo       |
| Andreas Mogensen       | ESA      | IrISS        | Soyuz TMA-18M   | Soyuz TMA-16M   | Expedición 44    | 2 Sep 2015                      | 12 Sep 2015                      | Visitante Expedición 44 (Ep-17), primer astronauta danés.                                                                                   |
| Timothy Peake          | ESA      | Principia    | Soyuz TMA-19M   | Soyuz TMA-19M   | Expedición 46/47 | 15 Dec 2015                     | 18 de junio de 2016              | Ingeniero de vuelo en Expedición 46 y 47 |
| Thomas Pesquet         | ESA      | Proxima      | Soyuz MS-03     | Soyuz MS-03     | Expedición 50/51 | 17 Nov 2016                     | 16 de mayo de 2017               | Ingeniero de vuelo en Expedición 50 y 51 |
| Paolo Nespoli          | ESA      | Vita         | Soyuz MS-05     | Soyuz MS-05     | Expedición 52/53 | 28 de julio de 2017             | 14 de diciembre de 2017          | Ingeniero de vuelo en Expedición 52 y 53 |
| Alexander Gerst        | ESA      | Horizons     | Soyuz MS-09     | Soyuz MS-09     | Expedición 56/57 | 6 de junio de 2018              | 20 de diciembre de 2018          | Ingeniero de vuelo en la Expedición 56, segundo comandante de la ISS en la Expedición 57                                                    |
| Luca Parmitano         | ESA      | Beyond       | Soyuz MS-13     | Soyuz MS-13     | Expedición 60/61 | 20 de julio de 2019             | 6 de febrero de 2020             | Ingeniero de vuelo en la Expedición 60, comandante de la Expedición 61, 200 d 16 H 44 min seguidos de permanencia, récord europeo           |
| Thomas Pesquet         | ESA      | Alpha        | SpaceX Crew-2   | SpaceX Crew-2   | Expedición 64/65 | 23 de abril de 2021             | 9 de noviembre de 2021           | Ingeniero de vuelo en Expedición 64 y Comandante primera parte expedición 65, 199 d 17 H 44 min seguidos de permanencia, 2.º récord europeo |
| Matthias Maurer        | ESA      | Cosmic Kiss, | SpaceX Crew-3   | SpaceX Crew-3   | Expedición 66/67 | 11 de noviembre de 2021         | 6 de mayo de 2022                | Ingeniero de vuelo en Expedición 66 y 67 |
| Samantha Cristoforetti | ESA      | Minerva      | SpaceX Crew-4   | SpaceX Crew-4   | Expedición 67/68 | 27 de abril de 2022             | 14 de octubre de 2022            | Ingeniera de vuelo en Expedición 67 y Comandante primera parte expedición 68                                                                |
| Andreas Mogensen       | ESA      | Huginn       | SpaceX Crew-7   | SpaceX Crew-7   | Expedición 70    | 26 de agosto de 2023 (En curso) | marzo 2024 (Previsión)           | Ingeniero de vuelo Expedición 69 y Cte Expedición 70                                                                                        |
| Marcus Wandt           | ESA      | Muninn       | Axiom Mission 3 | Axiom Mission 3 | Expedición 70    | 18 de enero de 2024 (En curso)  | 3 de febrero de 2024 (Previsión) | Colaborador Expedición 70 |